# 夢のドラゴンズ生放送
『夢のドラゴンズ生放送』（ゆめのドラゴンズなまほうそう）は、1984年4月1日から1986年3月30日まで中京テレビで放送されていた中日ドラゴンズの情報番組。放送時間は毎週日曜 22:30 - 23:00 （日本標準時）。

## 概要
日曜9:00枠で放送されていた『週刊ドラドラ生放送』が、日曜22:30枠への移動とともに改題リニューアルしたのが本番組である。番組表上では表題通りに表記されていたが、実際のタイトルロゴにおいては「生」の部分がボールの線画を使っての丸囲みで表記されていた。
番組のコンセプト自体は『週ドラ』時代と変わらなかったものの、夜の時間帯へ移動したこともあり全体的におとなしくなった。ただ相応にメリットもあり、プロ野球シーズン中には当日に開催されたドラゴンズ戦ナイターの試合結果を速報で伝えることが可能になった。特に放送当日に後楽園球場の対読売ジャイアンツ戦でドラゴンズが勝った場合、この番組の出演者が『ズームイン!!朝!』でおなじみの日本テレビのマイスタジオを“乗っ取って”の生放送を実施していた。また、巨人ファンの毒蝮三太夫や阪神ファンの月亭八方など、他球団のファンである著名人たちも時折この番組にゲストで出演していた。稀に、読売テレビ『週刊トラトラタイガース』のスタジオと繋いでの生放送を行うこともあった。
本番組は、村松健の「NIGHT FLIGHT」を本編オープニングテーマに使用していた。この曲は、後に日本テレビの『クイズ世界はSHOW by ショーバイ!!』が正解を発表する際のBGMに使われたが、それよりも5年早く本番組が使用していた。視聴者参加のゲームコーナーのテーマには菊池ひみこの「Hollywood Illusion」のイントロを使用していたが、これもフジテレビの『ライオンのいただきます』が番組冒頭のBGMに使用するよりも半年早かった（直後に別の曲がかかる点も同じ。当番組ではフルーツケーキ「We're Here To Please You」）。  
番組の終了後、替わって日曜17:00枠で後継番組の『ドラゴンズ・ノート』がスタートした。しかし、同番組へのリニューアルを機に放送枠が15分にまで半減することとなった。

## 出演者
- 三笑亭夢之助（落語家） - メイン司会を担当。
- 水野智代子（名古屋のローカルタレント） - サブ司会を担当。
- 森下整鎮（野球解説者、元中日コーチ） - 1984年度のみに出演。
- 富田勝（野球解説者、中日ほかOB） - 1985年度のみに出演。